# The Trial of Tony Blair
The Trial of Tony Blair ist eine 2007 gesendete satirische TV-Dokufiktion, die auf der Annahme basiert, dass im Jahr 2010 der britische Premierminister Tony Blair sich vor einem internationalen Gerichtsverfahren rechtfertigen muss, das ihn der Kriegsverbrechen beschuldigt, nachdem er inzwischen Downing Street Nr. 10 verlassen hat. Der Titel könnte übersetzt werden mit Die Sache Tony Blair oder das Verfahren gegen Tony Blair.
Als Darsteller des Films sind Robert Lindsay als Tony Blair, Phoebe Nicholls als Cherie Blair, Peter Mullan als Gordon Brown und Alexander Armstrong als David Cameron zu sehen.

## Handlung
Tony Blair kündigt in einer TV-Botschaft seinen Rücktritt als britischer Premierminister an.
Die Labour Party kämpft gegen die von David Cameron geführten Konservativen, deren vorhergesagten Stimmanteile in den Stunden nach der Sendung emporschnellen. Allerdings wendet sich das Blatt, als Gordon Brown zum Chef der Labour Party gewählt wird. Nun will Tony Blair seinen Platz in der Geschichte retten, indem er eine E-Mail von Brown bekanntmacht, in der dieser massive Steuererhöhungen ankündigte. Blairs Plan geht in der Weise auf, dass beim folgenden Laboursieg der Vorsprung Browns im Parlament noch geringer ausfällt als zu Blairs Zeiten.
Aber trotzdem verliert Blair. Er verliert nämlich jegliche öffentliche Beachtung zuhause und in den Vereinigten Staaten, wo er im Weißen Haus mit der neu gewählten Präsidentin Hillary Clinton eine Freundin vermutete. Außerdem leidet er an finanziellen Problemen, Alpträumen über den Irak und die dort sterbenden britischen Soldaten.
In dieser Situation trifft ihn der Eröffnungsbeschluss des internationalen Gerichtshofs tief im Inneren, weil der britische Botschafter (ein Mann Gordon Browns) bei der Abstimmung im Sicherheitsrat mal eben gerade zur Toilette muss.
Blair landet mit einem Herzinfarkt zunächst in der Klinik und letztlich im Flugzeug in den Knast von Den Haag.